# Бакаташ
Баката́ш (укр. Бакаташ, крымскотат. Baqa Taş, Бакъа Таш) — исчезнувшее село в Кировском районе Республики Крым, располагавшееся на юге района, в отрогах Главной гряды Крымских гор, примерно в 1 км к югу от города Старый Крым.

## История
По материалам археологических изысканий поселение существовало с XIII века, при этом первый период — посёлок гончаров — датируется до XV века, с XV по XVIII век — собственно татарский Бакаташ. Находки римских и боспорских монет III века позволяют предположить, что село имеет более древнюю историю. Первое документальное упоминание селения встречается в Камеральном Описании Крыма… 1784 года, судя по которому, в последний период Крымского ханства Кабакташ входил в Беш Кабакский кадылык Кефинского каймаканства.
После присоединения Крыма к России (8) 19 апреля 1783 года, (8) 19 февраля 1784 года, именным указом Екатерины II сенату, на территории бывшего Крымского Ханства была образована Таврическая область и деревня была приписана к Левкопольскому, а после ликвидации в 1787 году Левкопольского — к Феодосийскому уезду Таврической области. После Павловских реформ, с 1796 по 1802 год, входила в Акмечетский уезд Новороссийской губернии. По новому административному делению, после создания 8 (20) октября 1802 года Таврической губернии, Бакаташ был включён в состав Байрачской волости Феодосийского уезда.
По Ведомости о числе селений, названиях оных, в них дворов… состоящих в Феодосийском уезде от 14 октября 1805 года , в деревне Бакаташ числилось 12 дворов и 56 жителей крымских татар. На военно-топографической карте генерал-майора Мухина 1817 года деревня Бакаташ обозначена с 11 дворами. После реформы волостного деления 1829 года Бакаташ, согласно «Ведомости о казённых волостях Таврической губернии 1829 года», отнесли к Учкуйской волости (переименованной из Байрачской). Затем, видимо, вследствие эмиграции крымских татар в Турцию, деревня заметно опустела и на карте 1836 года в деревне 8 дворов, а на карте 1842 года Бакаташ обозначен условным знаком «малая деревня», то есть, менее 5 дворов.
В 1860-х годах, после земской реформы Александра II, деревню приписали к Салынской волости. Согласно «Списку населённых мест Таврической губернии по сведениям 1864 года», составленному по результатам VIII ревизии 1864 года, Бакаташ — казённая татарская деревня с 4 дворами, 39 жителями и мечетью при речке Чурюк-Су. На трёхверстовой карте Шуберта 1865—1876 года обозначена деревня Бакаташ без указания числа дворов. По «Памятной книге Таврической губернии 1889 года», по результатам Х ревизии 1887 года, в деревне Бакаташ числилось уже 17 дворов и 63 жителя.
После земской реформы 1890-х годов деревня осталась в оставе преобразованной Салынской волости. По «…Памятной книжке Таврической губернии на 1892 год» в Бакаташе, не входившем ни в одно сельское общество, числилось 60 безземельных жителей, домохозяйств не имеющих. В «…Памятной книжке Таврической губернии на 1900 год» деревня не записана, а по «…Памятной книжке Таврической губернии на 1902 год» на хуторе и экономии Грамматиковых Бакаташ 73 жителя. По Статистическому справочнику Таврической губернии. Ч.II-я. Статистический очерк, выпуск пятый Феодосийский уезд, 1915 год, в селе Бакаташ (на земле наследников Грамматикова) Салынской волости Феодосийского уезда числилось 13 дворов (все дворы безземельные) с татарским населением в количестве 79 человек приписных жителей, из которых 45 мужчин и 34 женщины. Жители землёй не владели, в хозяйствах имелось 30 лошадей, 20 волов, 10 коров и 48 голов овец, свиней, или коз.
После установления в Крыму Советской власти, по постановлению Крымревкома от 8 января 1921 года была упразднена волостная система и село вошло в состав вновь созданного Старо-Крымского района Феодосийского уезда, а в 1922 году уезды получили название округов. 11 октября 1923 года, согласно постановлению ВЦИК, в административное деление Крымской АССР были внесены изменения, в результате которых округа ликвидировались и Старо-Крымский район стал самостоятельной административной единицей. Декретом ВЦИК от 04 сентября 1924 года «Об упразднении некоторых районов Автономной Крымской С. С. Р.» в октябре 1924 года район был включён в Феодосийский и село включили в его состав. Согласно Списку населённых пунктов Крымской АССР по Всесоюзной переписи 17 декабря 1926 года, в селе Бакаташ, Болгарщинского сельсовета Феодосийского района, числилось 19 дворов, все крестьянские, население составляло 90 человек, из них 86 татар и 4 русских. Постановлением ВЦИК «О реорганизации сети районов Крымской АССР» от 30 октября 1930 года из Феодосийского района был выделен (воссоздан) Старо-Крымский район (по другим сведениям 15 сентября 1931 года) и село включили в его состав. По данным всесоюзная перепись населения 1939 года в селе проживало 115 человек.
В годы Великой Отечественной войны, к декабр 1943 года, в селе размещался фашистский гарнизон в составе батальона немцев и румын, двух миномётных батарей с двумя ДЗОТами и окопами, прикрытыми проволочным заграждением. 8 декабря вечером ударная группа 8-го отряда 3-й партизанской бригады внезапно атаковала село. Атака длилась 45—50 минут, были убиты по разным оценкам от 50 до 70 оккупантов и ранены более 50 солдат, в селе были разрушены все дома. Партизаны потеряли одного бойца. 20 мая 2018 года на месте бывшего села был установлен памятный знак. Более село не возрождалось.

### Динамика численности населения
| - 1805 год — 56 чел. - 1864 год — 39 чел. - 1889 год — 63 чел. - 1892 год — 60 чел. | - 1902 год — 73 чел. - 1915 год — 79/0 чел. - 1926 год — 90 чел. - 1939 год — 115 чел. |